# Ébredés (Csézy-album)
Az Ébredés Csézy sorban harmadik magyar nyelvű lemeze, amely 2013-ban látott napvilágot.
Az albumon 13 magyar és az előző lemezek felépítéséhez hasonlóan egy angol nyelvű dal található.

## Az album dalai[1]
1. Ébredés (Rakonczai Viktor - Kotsy Krisztina - Bokor Fekete Krisztina)
2. Ez az otthonunk (Menyhárt János - Miklós Tibor)
3. Hallgass rám (Nagy László - Kotsy Krisztina)
4. Fáj még (Szabó Zé - Bokor Fekete Krisztina)
5. Elrejtettél a szívedben* (Márkus József - Pálvölgyi Géza)
6. Utazunk (Nagy László - Kotsy Krisztina)
7. Tündérmese (Molnár Gábor - Szente Vajk)
8. Kék madár (Szabó Zé - Bokor Fekete Krisztina)
9. Száz kaland (Szabó Zé - Bokor Fekete Krisztina)
10. Szívháború (Szabó Zé - Szente Vajk)
11. Remény (Szabó Zé - Szente Vajk)
12. Új esély (Szabó Zé - Szente Vajk)
13. Akarsz-e** (Dés László - Geszti Péter)
14. Ja T' aime (Lara Fabian)

*East együttes dala
**Eredetileg maga a szerző, Dés László énekelte

## Közreműködők
- Rakonczai Viktor - hangszerelés